# العلاقات اليمنية الغرينادية
العلاقات اليمنية الغرينادية هي العلاقات الثنائية التي تجمع بين اليمن وغرينادا.

## مقارنة بين البلدين
هذه مقارنة عامة ومرجعية للدولتين:
| وجه المقارنة                                              | اليمن                   | غرينادا                                |
| --------------------------------------------------------- | ----------------------- | -------------------------------------- |
| المساحة (كم2)                                             | 555.00 ألف              | 348                                    |
| عدد السكان (نسمة)                                         | 28.25 مليون             | 107.83 ألف                             |
| الكثافة السكانية (ن./كم²)                                 | 50.9                    | 30.99 ألف                              |
| العاصمة                                                   | صنعاء عدن (عاصمة مؤقتة) | سانت جورجز                             |
| اللغة الرسمية                                             | اللغة العربية           | لغة إنجليزية، إنكليزية غرنادة المولدة ‏ |
| العملة                                                    | ريال يمني               | دولار شرق الكاريبي                     |
| الناتج المحلي الإجمالي (بليون دولار)                      | 18.21 مليار             | 1.12 مليار                             |
| الناتج المحلي الإجمالي (تعادل القوة الشرائية) بليون دولار | 75.69 مليار             | 1.45 مليار                             |
| الناتج المحلي الإجمالي الاسمي للفرد دولار أمريكي          | 1.41 ألف                | 9.21 ألف                               |
| الناتج المحلي الإجمالي للفرد دولار أمريكي                 |                         | 12.43 ألف                              |
| مؤشر التنمية البشرية                                      | 0.498                   | 0.750                                  |
| رمز المكالمات الدولي                                      | +967                    | +1473                                  |
| رمز الإنترنت                                              | .ye                     | .gd                                    |
| المنطقة الزمنية                                           | ت ع م+03:00             | 00                                     |

## منظمات دولية مشتركة
يشترك البلدان في عضوية مجموعة من المنظمات الدولية، منها:
| علم المنظمة | اسم المنظمة                               | تاريخ انضمام اليمن | تاريخ انضمام غرينادا |
| ----------- | ----------------------------------------- | ------------------ | -------------------- |
|             | مؤسسة التنمية الدولية                     | 22 مايو 1970       | 28 أغسطس 1975        |
|             | الأمم المتحدة                             | 30 سبتمبر 1947     | 17 سبتمبر 1974       |
|             | منظمة الشرطة الجنائية الدولية             | ?                  | ?                    |
|             | المركز الدولي لتسوية المنازعات الاستشارية | 20 نوفمبر 2004     | 23 يونيو 1991        |
|             | الاتحاد الدولي للاتصالات                  | 1931               | 17 نوفمبر 1981       |
|             | البنك الدولي للإنشاء والتعمير             | 3 أكتوبر 1969      | 27 أغسطس 1975        |
|             | الاتحاد البريدي العالمي                   | ?                  | ?                    |
|             | منظمة حظر الأسلحة الكيميائية              | ?                  | ?                    |
|             | مؤسسة التمويل الدولية                     | 22 مايو 1970       | 28 أغسطس 1975        |
|             | وكالة ضمان الاستثمار متعدد الأطراف        | 12 مارس 1996       | 12 أبريل 1988        |
|             | يونسكو                                    | 2 أبريل 1962       | 17 فبراير 1975       |